# Valerius Cordus
Valerius Cordus, nemški zdravnik in botanik, * 18. februar 1515, † 25. september 1544, Rim.